# 冷泉 (印第安納州)
冷泉（英語：Cold Springs）是位於美國印地安納州迪爾伯恩縣的一個非建制地區。該地的面積和人口皆未知。

## 地理
冷泉的座標為39°04′17″N 85°04′23″W / 39.07139°N 85.07306°W，而該地的平均海拔高度為240米（即787英尺）。